# Providencia Colonia
Providencia Colonia är en ort i Mexiko.   Den ligger i kommunen Jesús María och delstaten Aguascalientes, i den centrala delen av landet, 400 km nordväst om huvudstaden Mexico City. Providencia Colonia ligger 1 864 meter över havet och antalet invånare är 264.
Terrängen runt Providencia Colonia är platt åt sydost, men åt nordväst är den kuperad. Runt Providencia Colonia är det tätbefolkat, med 459 invånare per kvadratkilometer. Närmaste större samhälle är Aguascalientes, 8,2 km söder om Providencia Colonia. Runt Providencia Colonia är det i huvudsak tätbebyggt.